# Ivan Baglayev
Ivan Baglayev (15 de noviembre de 1975) es un deportista kazajo que compitió en judo. Ganó una medalla de plata en los Juegos Asiáticos de 1998 en la categoría de –66 kg.

## Palmarés internacional
| Juegos Asiáticos | Juegos Asiáticos    | Juegos Asiáticos | Juegos Asiáticos |
| Año              | Lugar               | Medalla          | Categoría        |
| ---------------- | ------------------- | ---------------- | ---------------- |
| 1998             | Bangkok (Tailandia) | Medalla de plata | –66 kg           |